# コメルサント
コメルサント（ロシア語: Коммерсантъ、ロシア語発音: [kəmʲɪrˈsant]、ラテン文字表記：Kommersant、「実業家」「ビジネスマン」の意。しばしば Ъ と略される）は、政治・経済記事を中心とするロシアの日刊全国紙である。2005年時点の発行部数は13万1千部。

## 沿革
1909年に創刊されたが、ボリシェヴィキの政権掌握と検閲の導入により1917年に発行停止となった。
1990年、ロシアの報道自由化にともない、実業家で政治評論家のウラジーミル・ヤコブレフを社主として復刊した。
ソビエト連邦よりも歴史が長いことをアピールするため、ロシア語の綴りには、近代ロシア語で黙字となり、革命後のロシア語改革で廃止された末尾の「ъ」が使われており、コメルサントのロゴも、語末の ъ は特殊な書体で強調されている。
1997年、自動車産業およびアエロフロートの重鎮で、ボリス・エリツィン大統領の家族を中心とする側近グループ（セミヤー）の一員だったボリス・ベレゾフスキーがコメルサント出版(the Kommersant publishing house)を買収した。当時の発行紙誌は、日刊紙のコメルサント・デイリー（Kommersant-Daily）、高級週刊誌2誌（政治誌のコメルサント・ヴラスト Kommersant-vlast、経済誌のコメルサント・ジェーニギ Kommersant-dengi）、娯楽誌（Domovoi、Avtopilot）、後に当局の逆鱗に触れることになる10代向け雑誌 Molotok などであった。
2006年2月、ベレゾフスキーはコメルサント出版を、コメルサントの経営委員長、およびグルジアの果物缶詰加工会社や野党系テレビ局社主を務め、ベレゾフスキーの旧友かつ経営パートナーだったバドリ・パタルカツィシヴィリに売却した。同年8月、パタルカツィシヴィリは、コメルサント出版の株式100%を、ガスプロム子会社のガスプロム・インベストホールディング代表アリシェル・ウスマノフに売却した。
2008年12月9日、英語の記事配信が停止され、公式ウェブサイトの英語版もなくなっている。イギリスにおけるロシア語版の発行・配信は継続されている。